# Nieśmiertelność. Prometejski sen medycyny

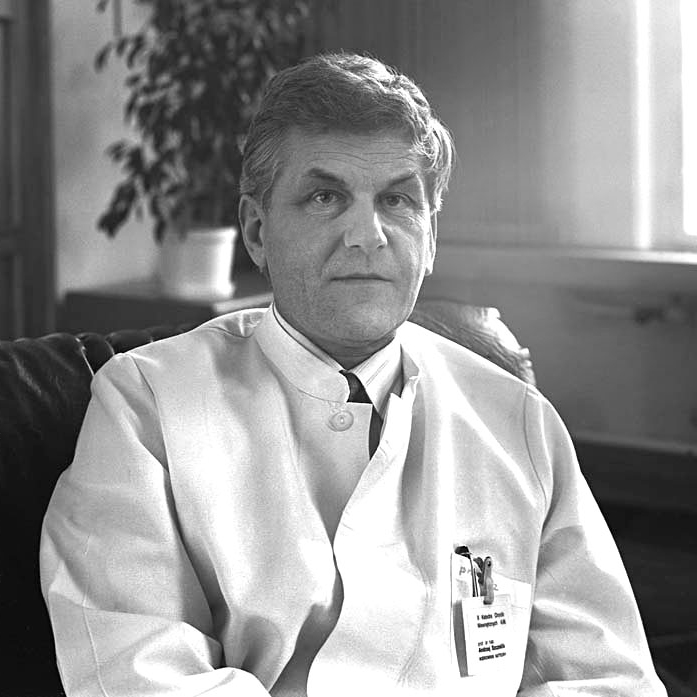
Andrzej Szczeklik (1938–2012) – lekarz, naukowiec i humanista, ówcześnie najczęściej cytowany polski autor publikacji naukowych z dziedziny medycyny i biologii, bohater książki Słuch absolutny

Nieśmiertelność. Prometejski sen medycyny – ostatnia, wydana pośmiertnie książka polskiego profesora medycyny Andrzeja Szczeklika, o medycynie, z licznymi odniesieniami do historii, nauki i sztuki wraz z rozważaniami nad naturą człowieka, w konfrontacji z chorobą i przemijaniem. 

## O książce
Jest to jedna z trzech książek tego autora, które bywają nazywane trylogią o uzdrowicielskiej mocy natury i sztuki. 
Nieśmiertelność… należy do gatunku literatury non-fiction i jest zbiorem dwunastu esejów:

- Mit
- Śmiech Demokryta
- Magia
- Przemiany
- Rodowód
- Podróż w zaświaty
- Gdzie się podziała histeria?
- Muzyka w nas
- Choroba medycyny
- Miłosierdzie
- Chwila jawy
- Coda

Każdy rozdział książki jest stroną, na której zamieszczono ilustrację z reprodukcją dzieła sztuki.

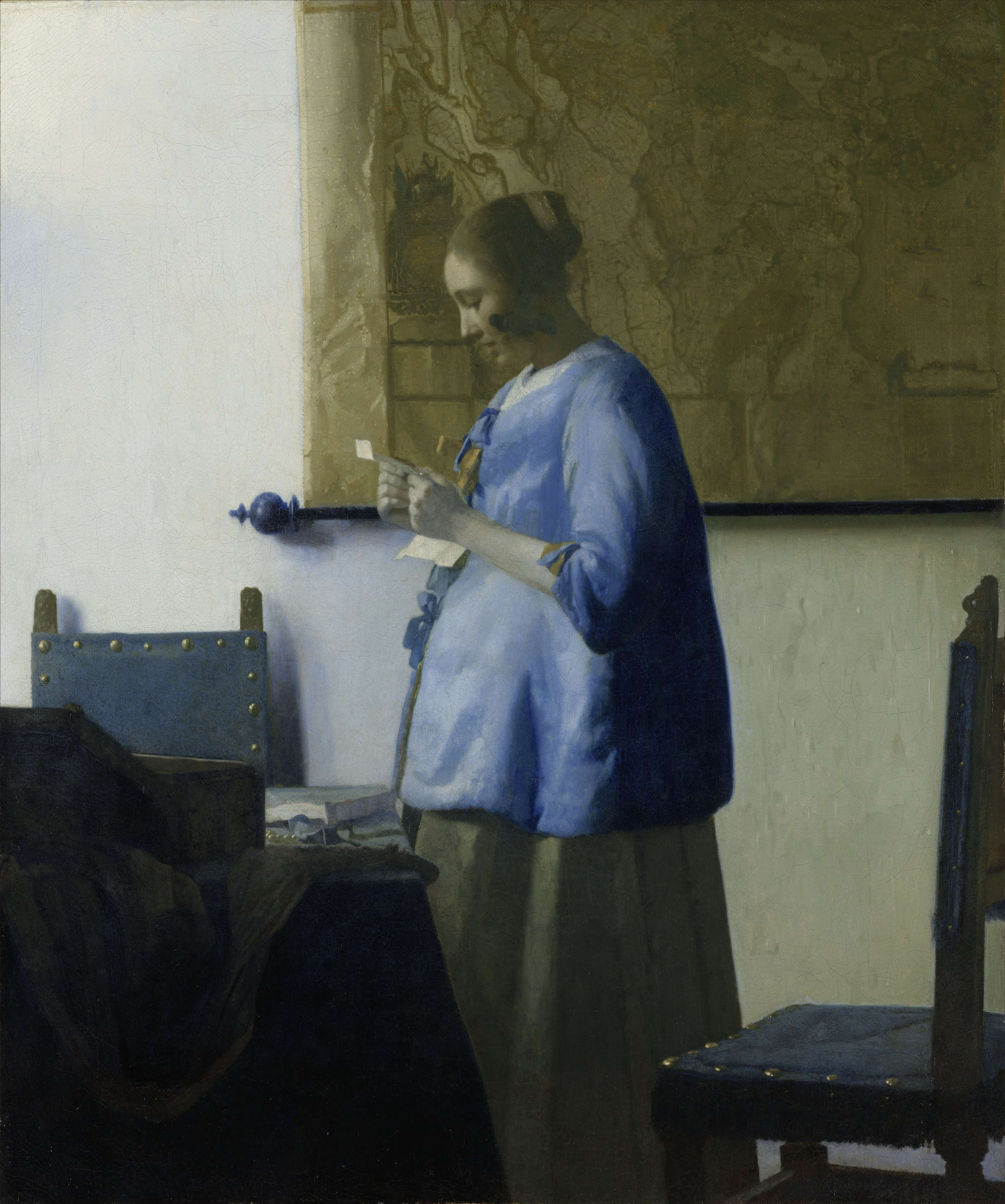
Esej Mit Jan Vermeer, Kobieta czytająca list
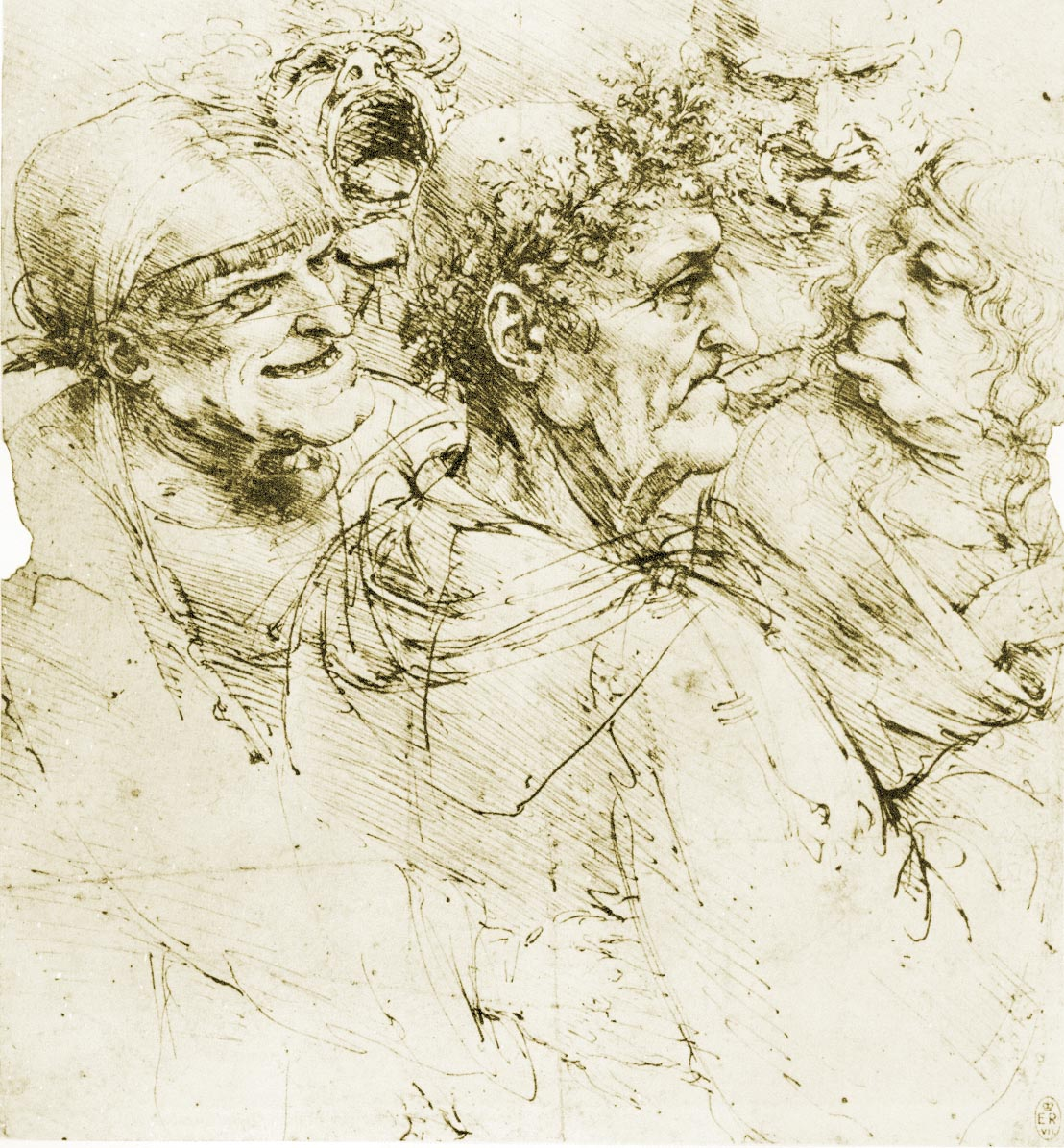
Esej Śmiech Demokryta Leonardo da Vinci Szkic 1493
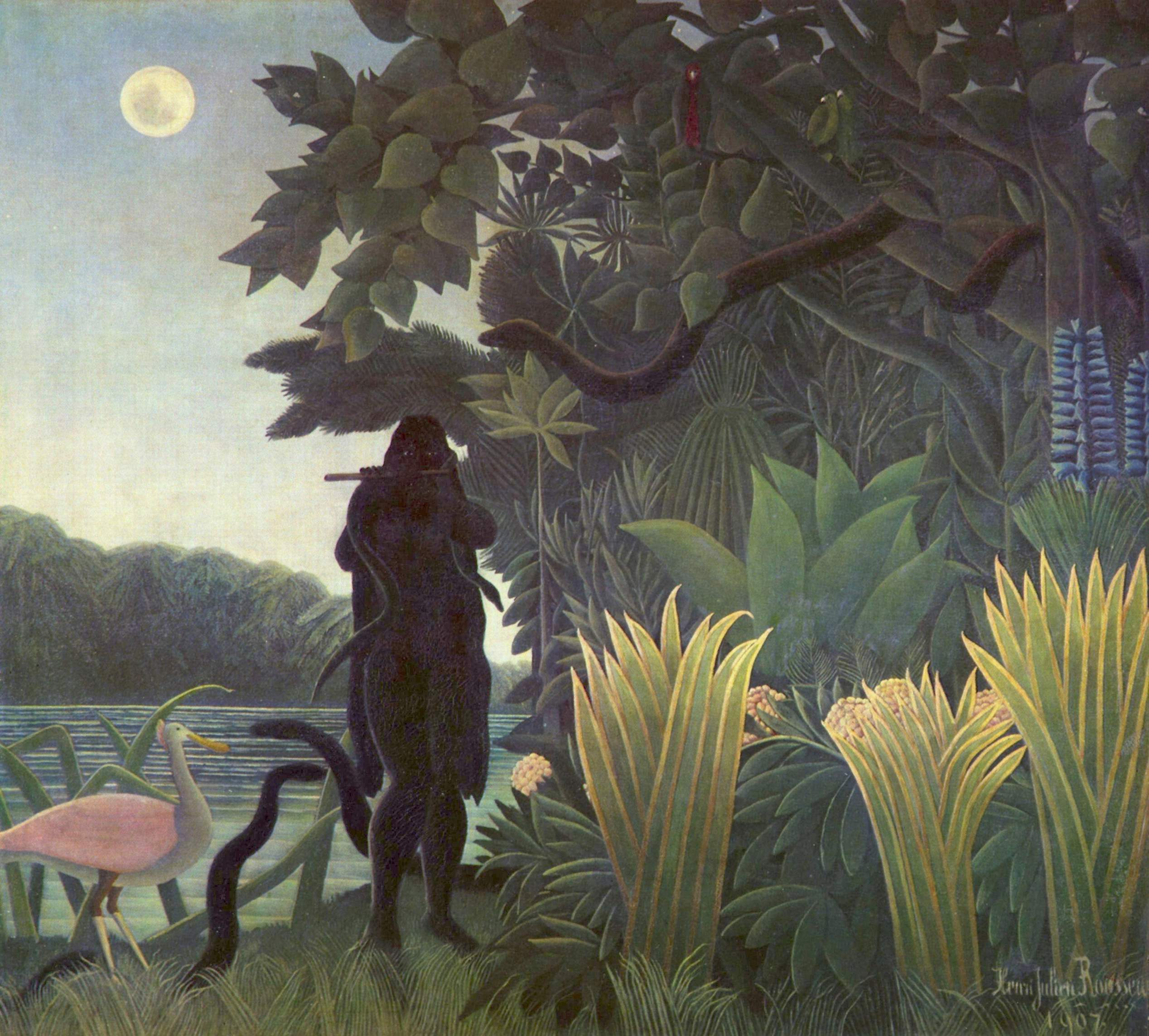
Esej Magia Henri Rousseau, Zaklinaczka węży
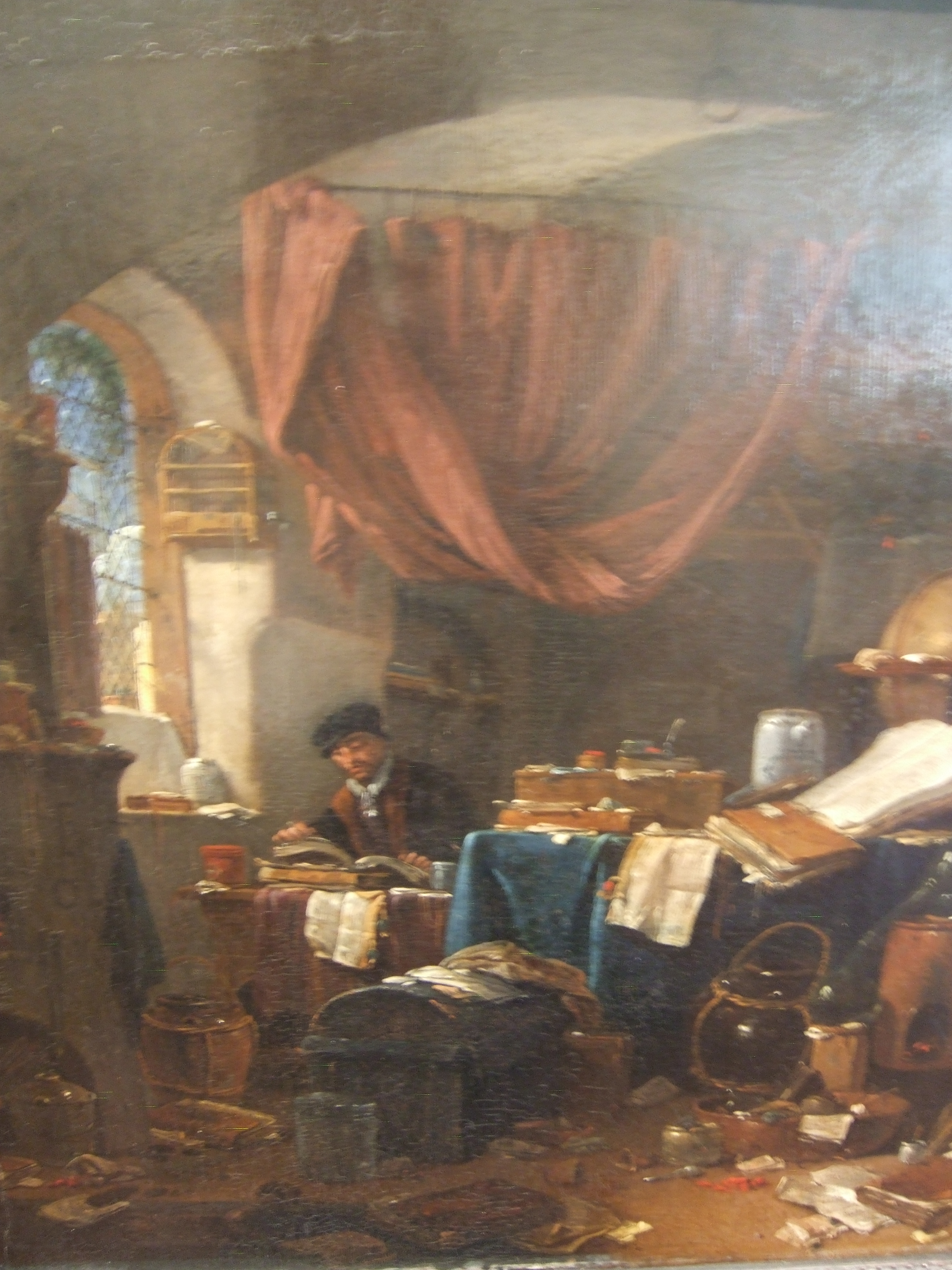
Esej Przemiany Thomas Wyck Alchemik (1616-1677)
Esej Rodowód Jean Le Tavernier (1434-460), Drzewo Jessego
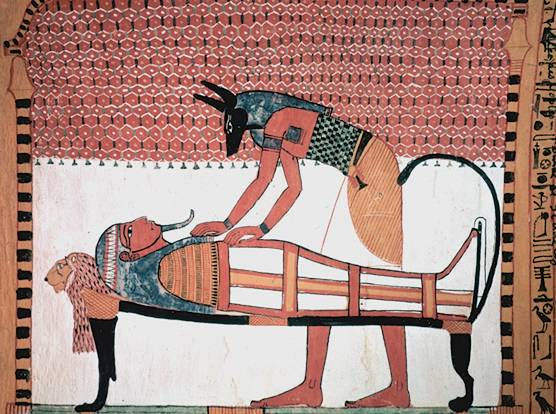
Esej Podróż w zaświaty Anubis uczestniczący w mumifikacji Sennedjema, 1296-1185 p.n.e., Teby .

- Esej Mit[3]
Jan Vermeer,
Kobieta czytająca list
- Esej Śmiech Demokryta[4]
Leonardo da Vinci Szkic 1493
- Esej Magia[5]
Henri Rousseau, Zaklinaczka węży
- Esej Przemiany[6]
Thomas Wyck
Alchemik (1616-1677)
- Esej Rodowód [7]
Jean Le Tavernier (1434-460), Drzewo Jessego
- Esej Podróż w zaświaty[8]
Anubis uczestniczący w mumifikacji Sennedjema, 1296-1185 p.n.e., Teby
 .

- Esej Gdzie się podziała histeria?[9]
Hieronim Bosch,
Ogród rozkoszy ziemskich (fragment)
- Esej Muzyka w nas[10]
Fra Angelico, Anioł muzykujący, 1433-1435
.
- Esej Choroba medycyny[11]
Henri Matisse, Ikar
 .
- Esej Miłosierdzie[12]
Isidre Nonell, Starzec z wnukiem
- Esej Chwila jawy[13]
Giacomo Jaquerio, Fontanna młodości
- Esej Coda[14]
Paolo Uccello, Św. Jerzy i smok

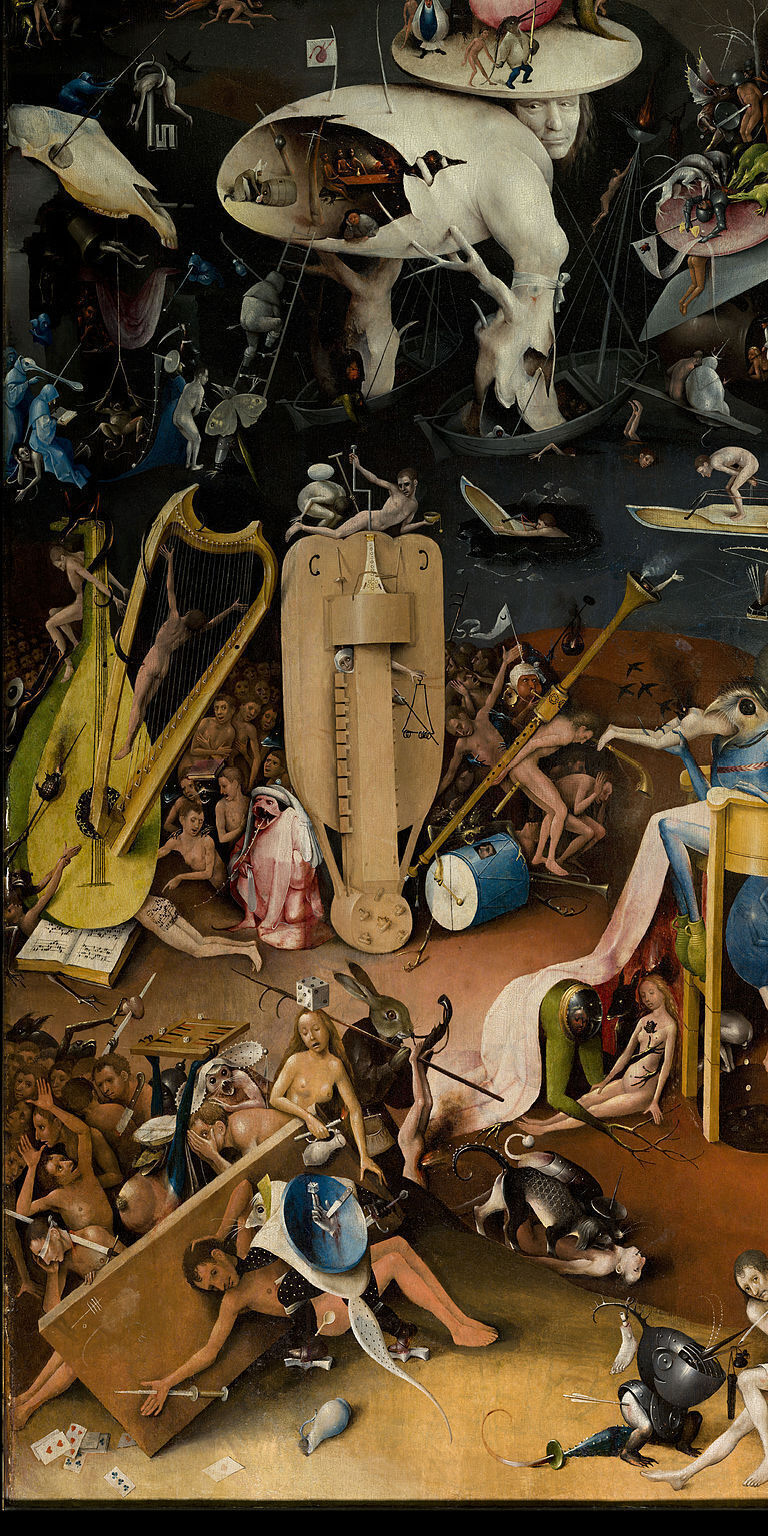
Esej Gdzie się podziała histeria? Hieronim Bosch, Ogród rozkoszy ziemskich (fragment)
Esej Muzyka w nas Fra Angelico, Anioł muzykujący, 1433-1435 .
Esej Choroba medycyny Henri Matisse, Ikar .
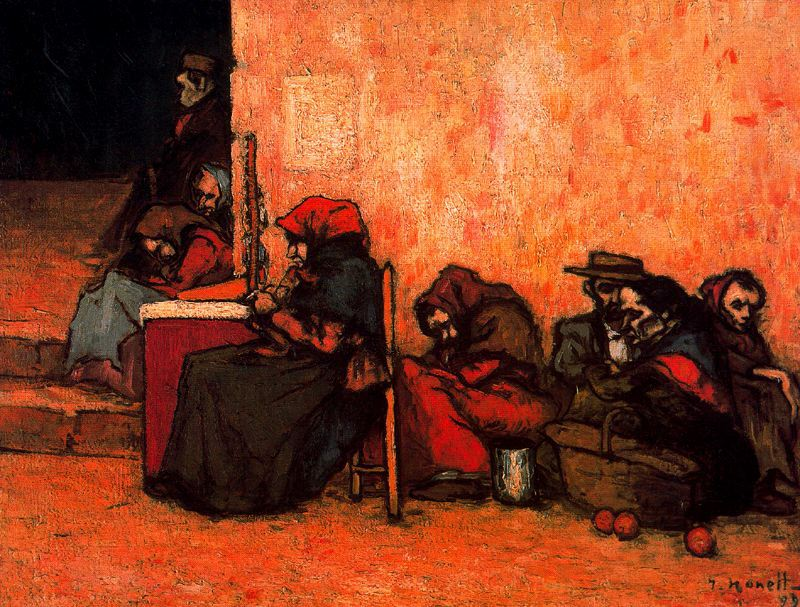
Esej Miłosierdzie Isidre Nonell, Starzec z wnukiem
Esej Chwila jawy Giacomo Jaquerio, Fontanna młodości
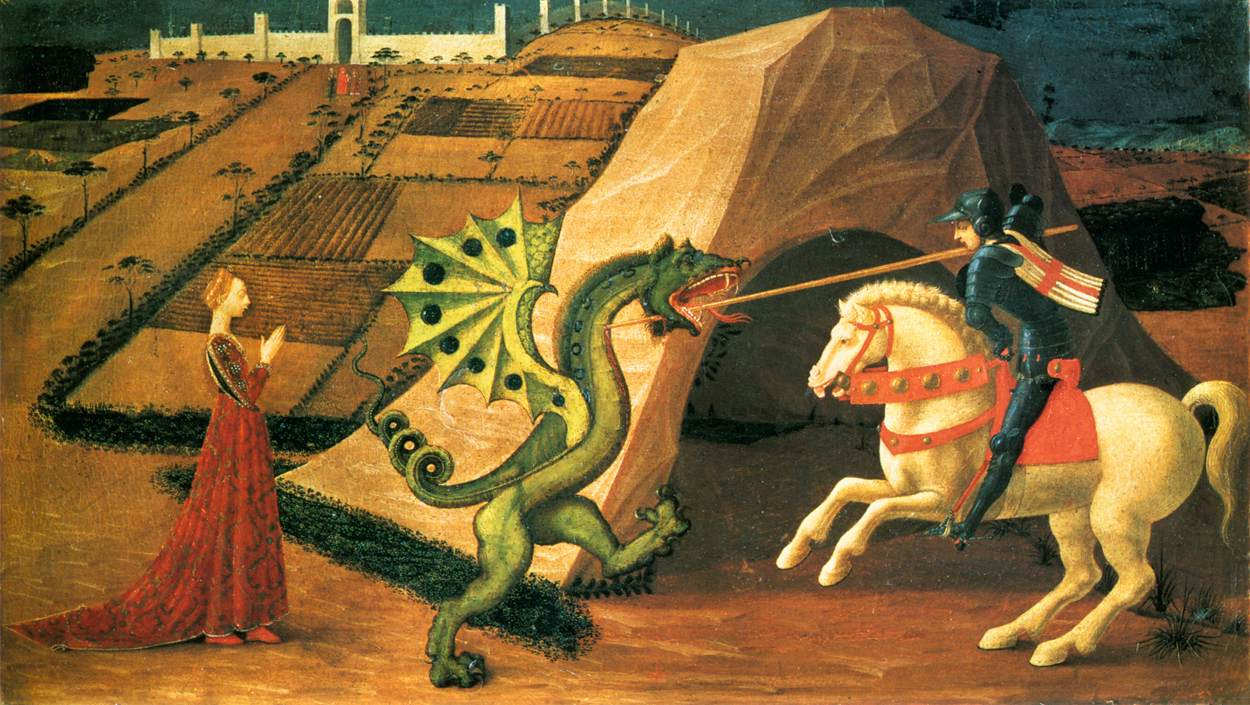
Esej Coda Paolo Uccello, Św. Jerzy i smok

Wstęp do książki napisał Andrzej Wajda.

## Przekłady
- (węg.) Halhatatlanság, 2014, wyd.Európa Könyvkiadó[15]

## Recenzje
- MAGDALENA CYBULSKA, AGNIESZKA MŁUDZIK, AGNIESZKA KULA, CZESŁAW JEŚMAN Między medycyną a sztuką – o prozie profesora Andrzeja Szczeklika
- Tomasz Wiśniewski „O Nieśmiertelności” w: Zeszyty Naukowe Centrum Badań im. Edyty Stein